# داميان بيري
داميان بيري (بالإنجليزية: Damien Berry)‏ هو لاعب كرة قدم أمريكية أمريكي، ولد في 21 أكتوبر 1989 في بل غليد في الولايات المتحدة.

## وصلات خارجية
- داميان بيري على موقع مرجع كرة القدم المحترفة.كوم (الإنجليزية)